# Charles Saeys
Pour les articles homonymes, voir Saeys.
Charles Saeys, est un footballeur belge né le 15 novembre 1933.
Défenseur du Daring Club de Bruxelles dans les années 1950 et 1960, il est international et joue cinq rencontres avec les Diables Rouges en 1960.

## Palmarès
- International belge A en 1960 (5 sélections)
- premier match international: le 28 février 1960, Belgique-France, 1-0 (match amical)